# Leo Durocher
Leo Ernest Durocher, soprannominato Leo the Lip (West Springfield, 27 luglio 1905 – Palm Springs, 7 ottobre 1991), è stato un giocatore di baseball e allenatore di baseball statunitense nella Major League Baseball (MLB). È stato introdotto nella National Baseball Hall of Fame per i suoi meriti come manager nel 1994.

## Carriera
Durocher iniziò la carriera nella MLB come giocatore militando con i New York Yankees, i Cincinnati Reds, i St. Louis Cardinals e i Brooklyn Dodgers. Come giocatore conquistò le World Series con gli Yankees nel 1928 e con i Cardinals nel 1934 e venne convocato per tre MLB All-Star. Iniziò ad allenare nel 1939 quando era ancora un giocatore dei Dodgers. Nel 1954 conquistò le World Series come manager dei New York Giants e le vinse una quarta volta nel 1963 come assistente allenatore di Mike Alstott ai Dodgers nel 1963.
Al momento del ritiro, le 2.009 vittorie in carriera di Durocher lo ponevano al quinto posto di tutti i tempi tra i manager, secondo solo a John McGraw nella storia della National League. Al 2015 è ancora classificato al decimo posto. Una personalità controversa ed esplicita, Durocher ebbe una carriera turbolenta caratterizzata da scontri con le autorità, gli arbitri (le sue 95 espulsioni come manager erano seconde solo a McGraw quando si ritirò e sono ancora il quarto numero di tutti i tempi) e la stampa.

## Palmarès

### Club
- World Series: 4

New York Yankees: 1928 (come giocatore)
St. Louis Cardinals: 1934 (come giocatore)
New York Giants: 1954 (come manager)
Los Angeles Dodgers: 1963 (come assistente allenatore)

### Individuale
- MLB All-Star: 3

1936, 1938, 1940